# 间质
间质是组织或器官中起支持作用、结构作用、连接作用、营养作用的部分；其由器官内一切不具特定功能的部分所组成，包括：结缔组织、成纤维细胞、血管、淋巴管、导管、神经、免疫细胞、炎症细胞、脂肪细胞等。相对于间质的是组织或器官的另一部分，称为实质，由执行组织或器官特定功能的细胞组成。
英语 stroma 源自古希腊语 στρῶμα ，层、床、垫、床罩之义。